# Ponce (Porto Rico)
Pour les articles homonymes, voir Ponce (homonymie).
Ponce est la deuxième ville de Porto Rico située sur la côte sud de l'île et donnant sur la mer des Caraïbes. Elle compte 137 491 habitants en 2020.

## Histoire
Le hameau de la future Ponce est fondé en 1692 par Juan Ponce de León y Loayza, le petit-fils du conquistador espagnol Juan Ponce de León. De là provient son surnom, la Cité des Lions. Le hameau devient village en 1848 et ville à part entière en 1877. Cette croissance est essentiellement due aux productions agricoles variées (canne, maïs, café) et au commerce du rhum. À la fin du XIXe siècle, Ponce est même plus peuplée que San Juan.
En 1883, la ville est dévastée par un incendie.
Le 21 mars 1937, elle est le théâtre du massacre de Ponce lors d'une manifestation pacifique célébrant le 64e anniversaire de l'abolition de l'esclavage dans l'île.

## Économie
L'économie de Ponce est historiquement basée sur la culture de la canne à sucre, notamment pour les distilleries de rhum qui ont fait la fortune des grandes familles ponceñas du XIXe siècle au milieu du XXe siècle. Cette économie est en majeur déclin depuis la Seconde Guerre mondiale. Seule la distillerie Serralles persiste en produisant le Don Q, mais la plupart de la production de canne provient d'Haïti et de la République dominicaine.

## Culture
- La Croix de la Vigie, une tour de béton de 30 mètres de hauteur en forme de croix construite sur le lieu historique de la vigie de la ville, et la dominant.
- La cathédrale Notre-Dame-de-Guadalupe
- Le Parque de Bombas, la caserne de pompier devenue musée avec des pièces historiques.
- Le Musée d'art de Ponce, fondé par Luis A. Ferré en 1965, possède une collection de 3 000 œuvres tout à fait remarquable pour une ville de cette taille, avec notamment des peintures de primitifs italiens, français et flamands de grande qualité. Les collections s'étendent aussi aux XVIIIe et XIXe siècles (notamment anglais) jusqu'à l'époque moderne avec des toiles d'artistes porto-ricains. Il s'agit en réalité du seul musée de l'île possédant une stature internationale.
- Le Centre cérémoniel indigène Tibes (en) (arawak (Taïnos et Igneris))

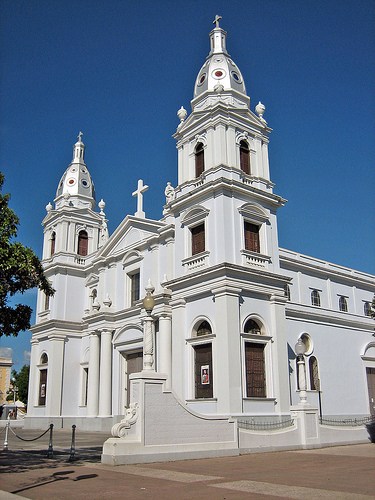
La cathédrale Notre-Dame-de-Guadalupe dans le quartier colonial de Ponce.
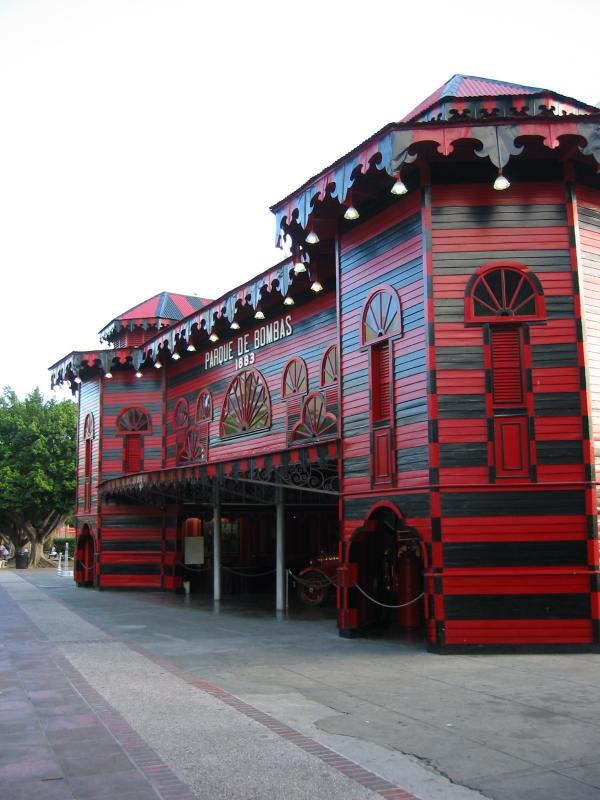
La Parque de Bombas.
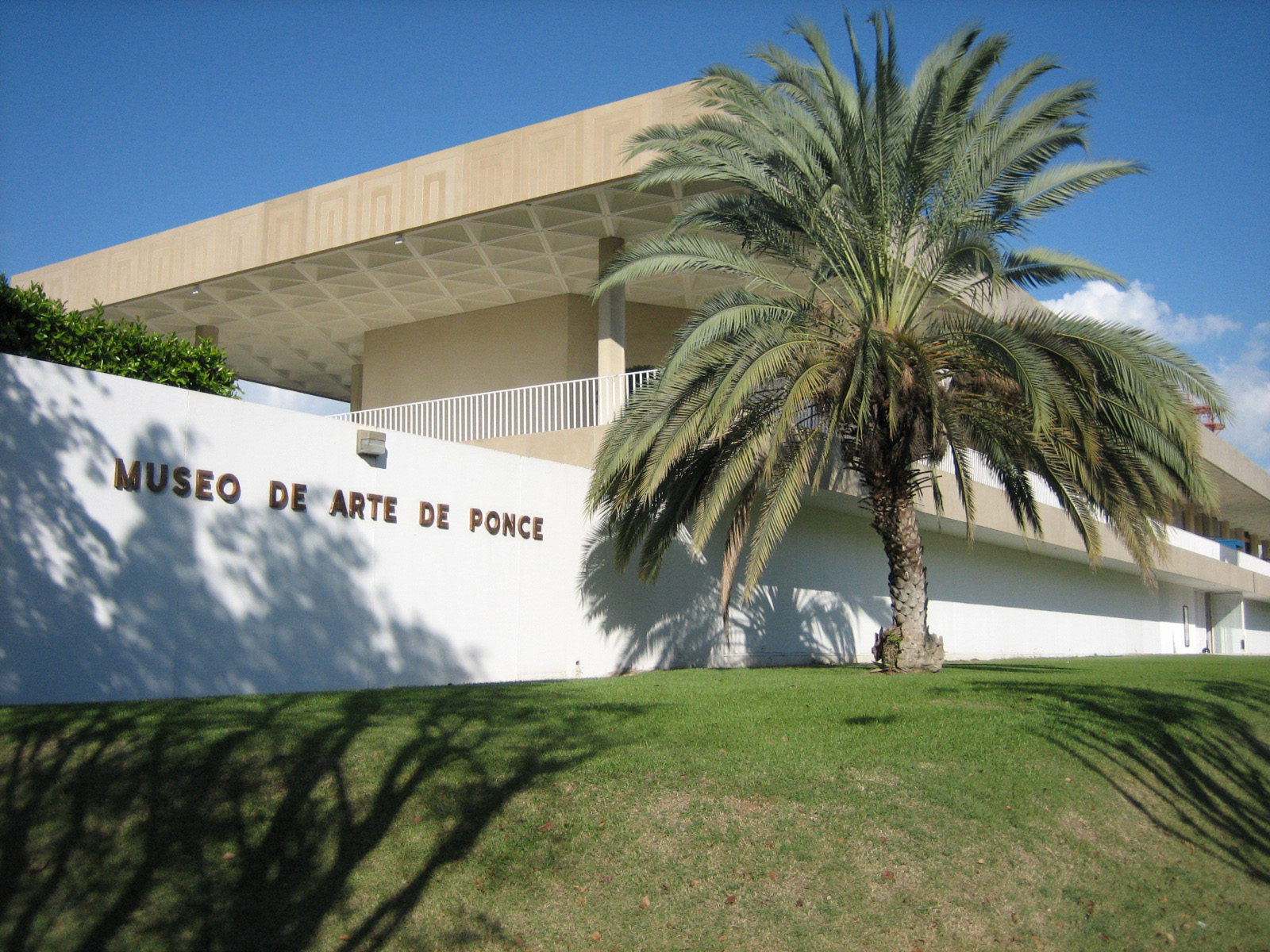
Le Musée d'art de Ponce.
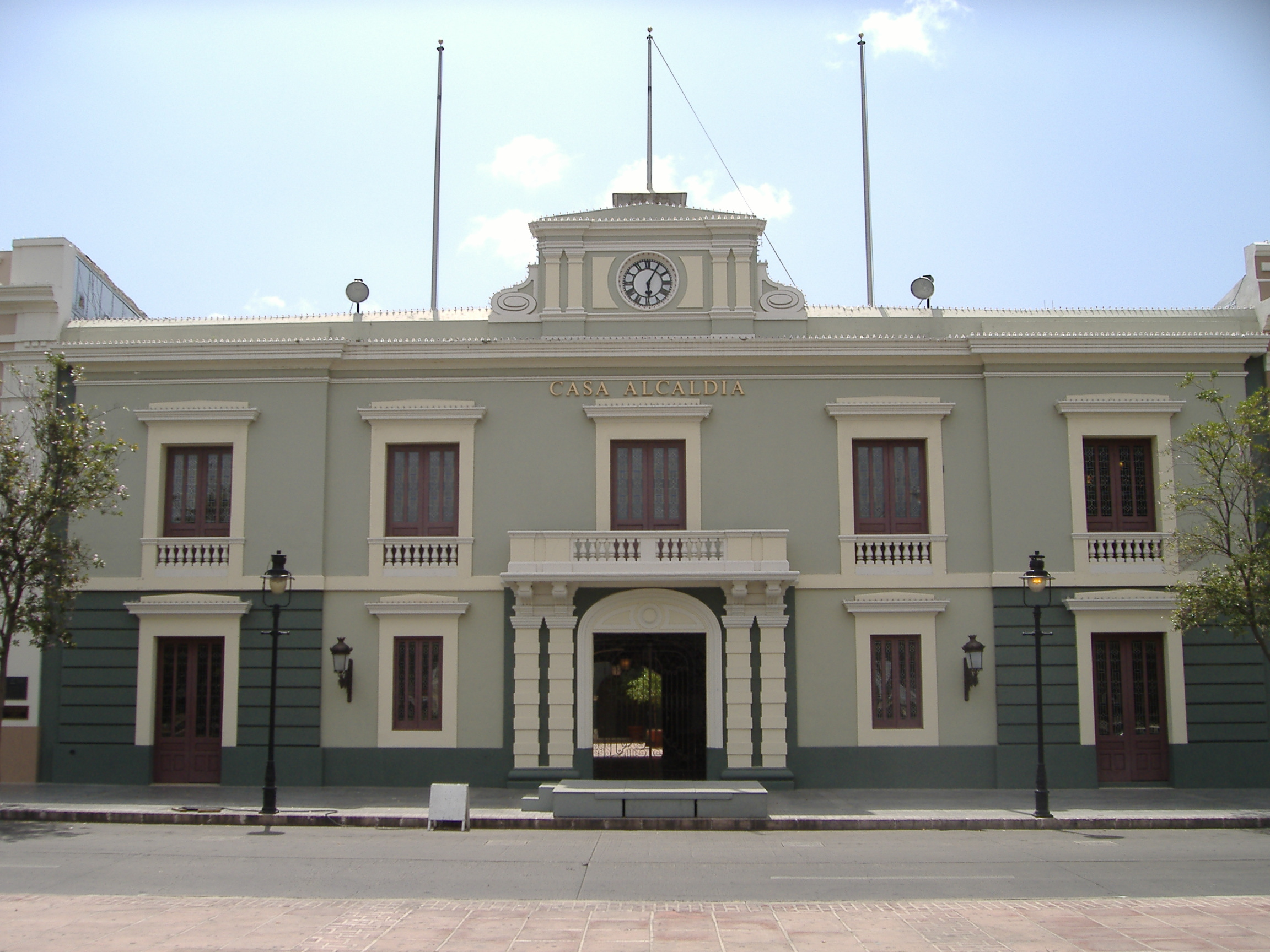
La mairie de Ponce.

### Carnaval de Ponce
Le carnaval de Ponce est le moment où se manifeste le mieux la tradition culturelle porto-ricaine du vejigante. Il a lieu tous les ans durant la semaine qui précède le mercredi des Cendres, en février ou au tout début mars.

## Sport
La ville dispose d'un stade omnisports, le stade Francisco-Montaner, où évoluent les différents clubs sportifs de la ville comme les Leones de Ponce ou encore le River Plate Porto Rico.

## Personnalités liées à la ville
- Pete el Conde Rodríguez (1932-2000), chanteur de salsa né à Ponce.
- Héctor Lavoe (1946-1993), chanteur de salsa dans l'orchestre Fania All Stars, né à Ponce.
- Carlos Alomar, guitariste américain né en 1951 à Ponce.
- Denise Quiñones (1980-), mannequin et Miss Univers née à Ponce.
- Ivelisse Vélez (1987-), catcheuse (lutteuse professionnelle) née à Ponce.
- Martin Ponce (1994), mannequin et Mister Univers né à Ponce.
- María de Pérez Almiroty (1883-1973), femme politique née à Ponce.
- Jean-Baptiste Biaggi (1918-2009), homme politique français né à Ponce.